# Сирожиддинов, Шухрат Самариддинович
Шухрат Самариддинович Сирожиддинов (узб. Shuhrat Samariddinovich Sirojiddinov; род. 23 июля 1961, Каттакурганский район, Самаркандская область, Узбекская ССР, СССР) — учёный-текстовед и источниковед, доктор филологических наук, профессор, академик. Ректор Ташкентского государственного университета узбекского языка и литературы имени Алишера Навои.

## Биография
Шухрат Сирожиддинов родился 23 июля 1961 года, в Каттакурганском районе Самаркандской области Республики Узбекистан. В период с 1978 по 1984 год являлся студентом восточного факультета Ташкентского государственного университета (ныне НУУз) и приобрел специальность филоога, учителя персидского и английского языка и литературы. В период с 1984 по 1984 год трудился преподавателем Ташкентского государственного университета. В период с 1984 по 1986 год проходил военную службу.
С 1987 по 1993 год преподавал в Самаркандском государственном университете. С 1993 по 1998 год занимал должность ученого секретаря Самаркандского филиала Академии наук республики Узбекистан. С 1998 по 2003 год являлся заместителем председателя правления Международного фонда «Имам аль-Бухари». С 2003 по 2005 год заведовал кафедрой Философии и мировой культуры университета мировой экономики и дипломатии. С 2005 по 2012 год первый проректор Узбекского государственного университета мировых языков. С 2012 по 2014 год ректор Самаркандского государственного института иностранных языков. С 2014 по 2016 год первым проректором, затем ректором Национального университета Узбекистана имени Мирзо Улугбека. С 2016 года по сей день является ректором Ташкентского государственного университета узбекского языка и литературы имени Алишера Навои.
Книга ученого под названием "Амир Алишер" переведена на английский, турецкий, азербайджанский и казахский языки и издана.

## Награды и учёные звания
- Сироджиддинов — известный литературовед и источниковед, доктор филологических наук, профессор,[источник не указан 585 дней] академик[10].
- Лауреат Государственной премии 1-й степени в области литературы Узбекистана.[источник не указан 585 дней]
- Лауреат международной премии имени Чингиза Айтматова[11][12][13].
- Почетный доктор Академии наук Азербайджана (Азербайджан)[14][15].
- Почетный профессор Нижегородского лингвистического университета (Россия)[16].
- Сопредседатель Международной ассоциации исследований Центральной Азии (Корея)[источник не указан 585 дней]
- Советник по науке Института евразийских тюркских исследований (Корея)[источник не указан 585 дней]
- Председатель ученого совета по присуждению ученой степени доктора филологических наук (Ташкент, Узбекистан)[источник не указан 585 дней]
- Член ученого совета по присуждению докторских степеней Ташкентского государственного института востоковедения, Узбекского государственного университета мировых языков, Национального университета Узбекистана.[источник не указан 585 дней]
- Заместитель председателя Терминологической комиссии Кабинета Министров Республики Узбекистан[источник не указан 585 дней]
- Член Нью-Йоркской академии наук.[источник не указан 585 дней]
- Член Калифорнийской академии наук.[источник не указан 585 дней]
- Заместитель председателя Терминологической комиссии Республики Узбекистан.[источник не указан 585 дней]
- Член Союза писателей Узбекистана.[источник не указан 585 дней]
- Член Центральной избирательной комиссии Узбекистана[17].

## Редакционная деятельность
- 2012—2014 гг. — главный редактор журнала «Зарубежная филология».[источник не указан 585 дней]
- 2014—2016 гг. — главный редактор журнала «Вестник НУУз».[источник не указан 585 дней]
- 2018 — н.в. — Главный редактор журнала «Олтин Битиклар» («Золотые письмена»)[источник не указан 585 дней]
- 2019 — н.в. — Главный редактор международного журнала «Узбекистан: Язык и культура».[источник не указан 585 дней]

### Участие в научных журналах
- Член редколлегии международного журнала «Müqayiseli edebiyyatşünasliq» (Азербайджан).[источник не указан 585 дней]
- Член редколлегии международного журнала "The Journal of Eurasian Turkic Studies (Корея)[источник не указан 585 дней]
- Член редколлегии международного журнала « Karabuk Degrisi» (Турция)[источник не указан 585 дней]
- Член редколлегии международного журнала «Тюркология» (Азербайджан).[источник не указан 585 дней]
- Член редколлегии журнала «Всемирная литература» (Узбекистан).[источник не указан 585 дней]
- Член редколлегии журнала «Звезда Востока» (Узбекистан).[источник не указан 585 дней]
- Член редколлегии журнала «Уроки Имама Бухари» (Узбекистан).[источник не указан 585 дней]
- Член редколлегии журнала «Вопросы филологии» (Узбекистан).[источник не указан 585 дней]
- Член редколлегии журнала «Ер Юзи» (Узбекистан).[источник не указан 585 дней]
- Член редколлегии журнала «Ёшлик» (Узбекистан).[источник не указан 585 дней]

## Основные научные труды
- Интерпретация духовной зрелости человека в поэзии. Самарканд, издательство «Зарафшан», 1992.[источник не указан 585 дней]
- Каттакурган: вчера и сегодня. Самарканд, издательство «Зарафшан», 1994 (в соавторстве).[источник не указан 585 дней]
- Наслаждаясь напевами Навои. Самарканд, издательство «Зарафшан», 1996.[источник не указан 585 дней]
- В знак признания современников Навои. Самарканд, издательство «Зарафшан», 1996.[источник не указан 585 дней]
- Уммон (Жизнь и творчество Ноджи). Самарканд, издательство «Зарафшан», 1996.[источник не указан 585 дней]
- Интерпретация жизни и деятельности Алишера Навои в историко-мемориальных произведениях XV—XVI веков. Самарканд, Зарафшанское издательство, 1997[18].
- Мавлана Лутфулла Манокиби. Издательство «Имам аль-Бухари», 2002.[источник не указан 585 дней]
- Суфийское богословие Оллояра. Ташкент, издательство «Имам аль-Бухари», 2001.[источник не указан 585 дней]
- Идеи гармонии и толерантности в трудах великих ученых. Ташкент, Издательство JIDU, 2005 (в соавторстве).[источник не указан 585 дней]
- Узбекистан: Межрелигиозное согласие — залог мира. Ташкент, Издательство JIDU, 2005 (в соавторстве).[источник не указан 585 дней]
- Мир и толерантность. Учебное пособие. Ташкент, Издательство JIDU, 2005 (в соавторстве).[источник не указан 585 дней]
- Религии мира. Ташкент, издательство JIDU, 2006.[источник не указан 585 дней]
- Религиозно-философские учения Средней Азии. Ташкент, Институт философии и права Республики Узбекистан, 2007 (в соавторстве).[источник не указан 585 дней]
- Толерантность является воспитательной основой религий. Ташкент, издательство ТДШИ, 2010.[источник не указан 585 дней]
- Введение в исламскую философию: наука слова. Ташкент, Издательство «Экономика-финансы», 2008.[источник не указан 585 дней]
- Границы науки и воображения. Ташкент, Поколение Нового Века, 2011.[источник не указан 585 дней]
- Философские размышления узбекской классической литературы, Ташкент, Новое поколение, 2011.[источник не указан 585 дней]
- Алишер Навои: сравнительно-типологический, текстологический анализ источников. Ташкент, Академнашр, 2011.[источник не указан 585 дней]
- Основы художественного перевода, Ташкент, издательство «Мумтоз соз», 2011 (в соавторстве)[19].
- Толкование божественного текста .Самарканд, СамДЧТИ, 2014 (в соавторстве).[источник не указан 585 дней]
- Аспекты узбекской текстологии: текст, анализ и опыт .Ташкент, 2015 (в соавторстве).[источник не указан 585 дней]
- Очарование навобахшских стихов. Ташкент, Издательство «Байоз», 2017 (в соавторстве)[19].
- Великий Навои. Ташкент, Гафур Гулям, 2018.[источник не указан 585 дней]
- Навоиведение. Ташкент, Тамаддун, 2018 г. (в соавторстве).[источник не указан 585 дней]
- Верования Навои. Ташкент, 2019.[источник не указан 585 дней]
- Уроки текстологии. Ташкент, Академнашр, 2019.[источник не указан 585 дней]
- Методы сопоставления летоисчисления Хиджры и летоисчисления нашей эры. Ташкент, Редактор, 2019.[источник не указан 585 дней]
- Амир Алишер. Ташкент, Литература, 2023[20].